# Parafia św. Andrzeja Boboli w Pieńkach Królewskich
Parafia Świętego Andrzeja Boboli w Pieńkach Królewskich – parafia rzymskokatolicka z siedzibą w Pieńkach Królewskich, znajdująca się w diecezji toruńskiej, w dekanacie Grudziądz II.

## Zasięg parafii
Do parafii należą wierni z miejscowości: Biały Bór II, Mały Rudnik, Pieńki Królewskie, Ruda - część, Sztynwag. 